# Wolf Werner Graf von der Schulenburg
Wolf Werner von der Schulenburg (Bad Muskau, 14 settembre 1899 – Les Champes de Losque, 14 luglio 1944) è stato un militare tedesco.

## Biografia
Appartenente all'importante famiglia aristocratica prussiana dei von der Schulenburg, seguì le orme del padre Friedrich Bernhard Graf von der Schulenburg, generale e negli ultimi anni di vita membro del Partito Nazional Socialista.
Non appena l'età glielo consentì intraprese la carriera militare e nel 1917, a soli diciotto anni, viene mandato al fronte nel pieno della prima guerra mondiale.
Divenuto ufficiale della Wehrmacht, abbracciò le idee nazionalsocialiste e nel 1930 aderì al partito di Adolf Hitler divenendo anche membro delle SA.

## La seconda guerra mondiale
Allo scoppio della seconda guerra mondiale, Schulenburg serve con il grado di ufficiale nel 1. Fallschirmjäger Regiment, il primo reggimento paracadutisti, durante l'invasione della Polonia e successivamente guida il suo reparto nelle invasioni di Paesi Bassi e Unione Sovietica. Proprio in Unione Sovietica viene decorato con la Croce di Cavaliere (Ritterkreuz des Eisernen Kreuzes) per essersi distinto in battaglia.
A partire dal settembre del 1943 è impiegato con il suo reparto in Italia nell'ambito della Operazione Achse, successiva all'armistizio italiano, che prevedeva un'occupazione della penisola funzionale alla ritirata tedesca verso nord nonché la deportazione nei campi di concentramento dei militari italiani che avevano aderito al Regno del Sud.
Durante la ritirata dell'autunno del 1943, le truppe agli ordini di Schulenburg si macchiarono di due orrendi crimini contro la popolazione civile: la strage di Matera del 21 settembre e l'eccidio di Pietransieri esattamente due mesi dopo, il 21 novembre. Le autorità investigative militari inglesi nel corso del 1944 raccolsero prove contro di lui e accertarono la sua responsabilità nelle due stragi e per queste gravi violazioni del codice penale militare di guerra, Schulenburg verrà inserito dalla Special Investigation Branch facente capo alla Royal Military Police, in un elenco dei nazisti più pericolosi da rintracciare e processare.
Tuttavia Schulenburg non verrà mai catturato o processato poiché morì in battaglia, presso la località di Les Champes de Losque in Francia durante lo sbarco in Normandia.
Nel 1997 la procura militare di Bari ha confermato tutte le accuse delle autorità investigative militari inglesi. Il tempo trascorso tra le indagini inglesi e il verdetto della giustizia italiana è dovuto al fatto che i documenti redatti sono rimasti a lungo chiusi nel cosiddetto armadio della vergogna di Palazzo Cesi-Gaddi a Roma, assieme ad altri fascicoli sui crimini nazisti compiuti in Italia tra il 1943 e il 1945.